# 천쓰청
천쓰청(중국어: 陈思诚, 병음: Chén Sīchéng, 한자음: 진사성, 1978년 2월 22일 ~ )은 중화인민공화국의 배우, 영화 감독이다.
랴오닝성 선양시에서 태어났다.

## 방송
- 원대전정
- 대묘아추애기
- 전신
- 소아난양
- 베이징 러브 스토리

## 영화
- 당인가탐안2 (2018년)
- 탐정 당인: 차이나타운 살인사건 (2015년)
- 대묘아추애기 (2015년)
- 전병협 (2015년)
- 전신 (2014년)
- 베이징 러브 스토리 (2014년)
- 이루슌펑 (2013년)
- 악마의 오른손 (2013년)
- 소아난양 (2012년)
- 베이징 러브 스토리 (2012년)
- 타이치0 3D (2012년)
- 칠소라한 (2010년)
- 스프링 피버 (2009년)
- 도화찬란 (2005년)